# Son Hwa-yeon
Dans ce nom coréen, le nom de famille, Son, précède le nom personnel.
Pour les articles homonymes, voir Son.
Son Hwa-yeon, née le 15 mars 1997, est une footballeuse internationale sud-coréenne qui évolue au poste d'attaquante ou de milieu de terrain pour les Incheon Red Angels, dans le Championnat de Corée du Sud féminin de football ; elle est aussi sélectionnée dans l'équipe nationale de Corée du Sud.

## Biographie

### En club
Le 27 décembre 2017, Son est en deuxième position lors de la draft, repêchée par Changnyeong. Le 23 avril 2018, elle a fait ses débuts dans une défaite 1-0 à l'extérieur contre Suwon UDC. Le 30 avril 2018, elle marque son premier but dans une défaite 4 à 2 à domicile contre Incheon Hyundai Steel Red Angels. 

### En équipe nationale
Elle inscrit quatre buts au Championnat féminin AFC U-19 2015, aidant la Corée du Sud à terminer troisième et à se qualifier pour la Coupe du monde féminine de football des moins de 20 ans 2016. Le 3 juillet 2017, elle est sélectionnée dans l'équipe pour les Universiades d'été 2017 ; elle marque trois fois pendant ce tournoi. Le 4 juin 2016, elle marque à deux reprises lors de son premier match senior, lors d'une victoire de 5-0 sur le Myanmar.